# Du ska nog se att det går över
Du ska nog se att det går över är en dansk-svensk-finländsk dokumentärfilm från 2003 i regi av Cecilia Neant-Falk.
1986 när Neant-Falk var 14 år gammal satte hon in en annons i tidningen Okej där hon förklarade att hon var bisexuell och att hon ville komma i kontakt med andra människor som var av samma läggning. 1999 satte hon in samma annons och gjorde en film av de tre personer som svarade. De uttrycker sina tankar och funderingar kring bi- och homosexualitet.
Filmen tilldelades flera priser och utmärkelser. 2003 och 2004 fick den ett speciellt omnämnande av juryn vid filmfestivaler i Sydney och Turin och vid den sistnämnda festivalen fick filmen även publikpriset. 2004 mottog den också en Guldbagge för bästa dokumentär samt ett pris vid en festival i franska Val-de-Marne.